# Liste von Skigebieten in Japan
In Japan gibt es 2007 643 Skigebiete, sie konzentrieren sich auf Hokkaidō, Nord-Honshū und die schneereiche Westküste Honshūs.
Es wurden bereits zweimal Olympische Winterspiele in Japan ausgetragen. Austragungsorte der alpinen Skiwettkämpfe waren 1972 im Skigebiet Sapporo Teine in Sapporo und 1998 in Hakuba Happo-One (Präfektur Nagano).
Auch der Interskikongress wurde zweimal in japanischen Skigebieten abgehalten:
- 1979 in Zaō
- 1995 in Nozawa Onsen

## Auflistung nach Präfekturen
| Name                    | Präfektur |
| ----------------------- | --------- |
| Niseko                  | Hokkaidō  |
| Kiroro Snow World       | Hokkaidō  |
| Sapporo Teine           | Hokkaidō  |
| Yamagata Zao Onsen      | Yamagata  |
| Yonezawa                | Yamagata  |
| Hakuba Happo-One        | Nagano    |
| Hakuba Sunalpina        | Nagano    |
| Hakuba Sanosaka         | Nagano    |
| Hakuba 47               | Nagano    |
| Hakuba Iwatake          | Nagano    |
| Hakuba Goryu            | Nagano    |
| Hakuba Minekata         | Nagano    |
| Hakuba Tsugaike         | Nagano    |
| Shigakōgen              | Nagano    |
| Nozawa Onsen            | Nagano    |
| Karuizawa               | Nagano    |
| Hakusan Sena Kougen     | Ishikawa  |
| Hakusan Ichirino Onsen  | Ishikawa  |
| Hakusan Shiramine Onsen | Ishikawa  |
| Hakusan Chugu Onsen     | Ishikawa  |
| Kanazawa Iozen          | Ishikawa  |
| Kanazawa Seymour        | Ishikawa  |
| Katsuyama Skijam        | Fukui     |
| Hachi Kougen            | Hyōgo     |